# 新西兰国家图书馆
紐西蘭國家圖書館（英語：National Library of New Zealand）位於紐西蘭首都惠靈頓，成立於1965年，由1920年成立的亚历山大·特恩布尔图书馆、大会图书馆及国家图书馆服务处合并而成。1985年大會圖書館由國家圖書館獨立而出，並更名議會圖書館。紐西蘭國家圖書館原隸屬紐西蘭教育部，1988年获得政府独立部门的地位。

## 外部連結
- 官方网站 
  - Papers Past: 19th century New Zealand papers online （页面存档备份，存于）
  - Timeframes: National Library images online （页面存档备份，存于）
  - The Alexander Turnbull Library （页面存档备份，存于）
  - Services to Schools （页面存档备份，存于）